# Дом учёных (Новосибирский Академгородок)
Новосибирский Дом учёных (Федеральное государственное бюджетное учреждение культуры Новосибирский Дом учёных, НДУ) — учреждение Минобрнауки России для культурно-просветительской, общественно-политической, театрально-концертной, спортивно-оздоровительной, выставочной работы, а также библиотечного обслуживания; одно из самых значительных общественных зданий Новосибирского Академгородка — памятник архитектуры регионального значения. Адрес — Новосибирск-90 (Академгородок), Морской проспект, 23.

## История Дома учёных
Создан по распоряжению Совета министров РСФСР № 5307 от 22.11.1962 года «Об организации Дома учёных в Новосибирском научном центре».

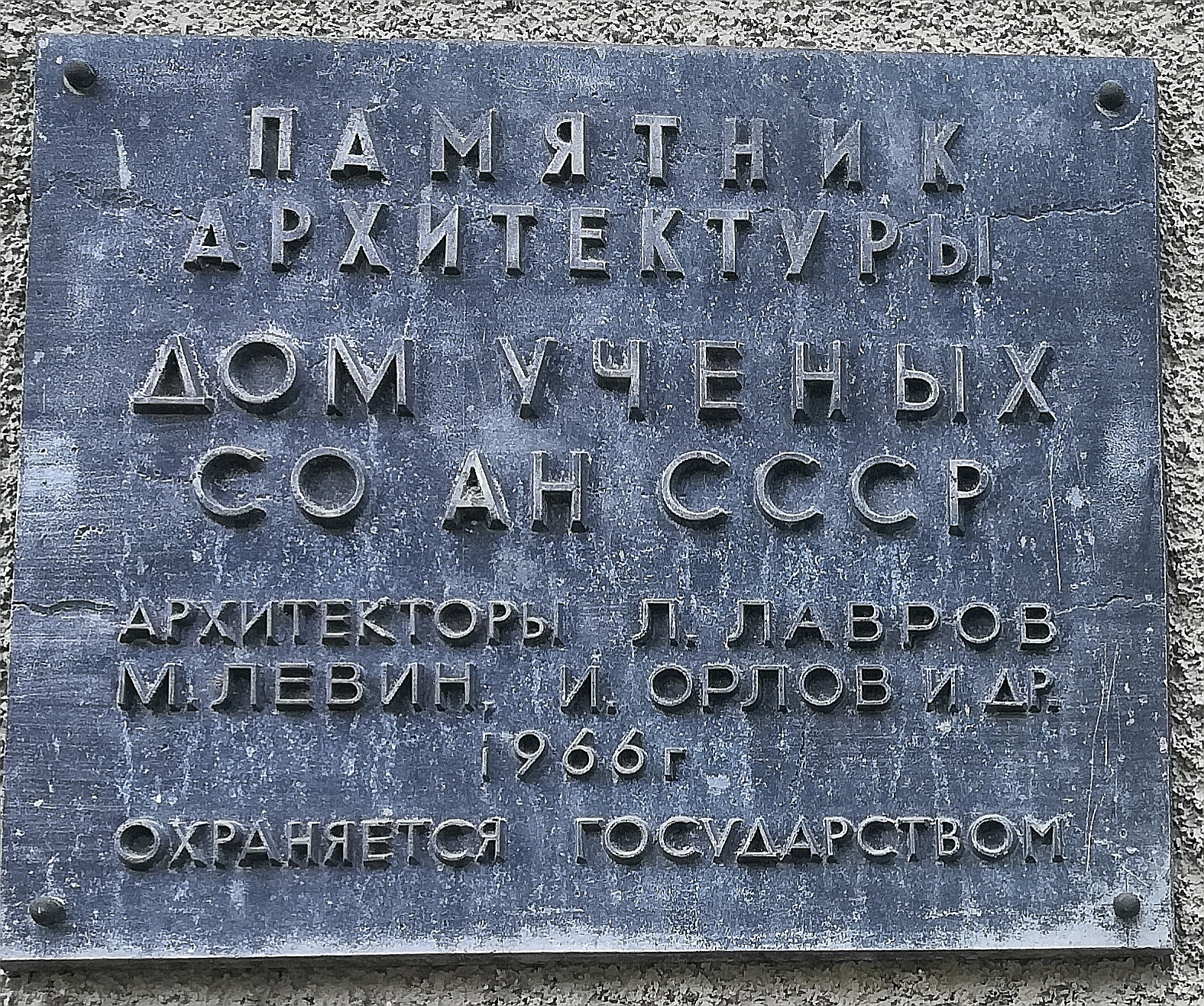

Проект здания разработан группой ленинградских архитекторов в составе И. Орлов (руководитель мастерской), Л. Лавров, М. Левин, Н. Васильева, А. Ротинова, Г. Сафроновой, Ю. Юшакова. Архитектурно-планировочное решение Новосибирского Академгородка, выполненное этой группой, было удостоено Государственной премии РСФСР в области архитектуры за 1967 год.
Дом учёных открылся весной 1966 года. Первым директором Дома учёных был Владимир Иванович Немировский, первым председателем президиума Дома учёных — О. Ф. Васильев.

Выставочный зал был открыт в 1966 году, как самостоятельная картинная галерея и закрыт в 1968 году после ареста директора Картинной галереи М. Я. Макаренко. Вновь открыт в 1970 году в статусе филиала Новосибирской картинной галереи. С 1998 года — в структуре Дома учёных.
2 ноября 1967 года открылся Большой зал.

## Архитектура

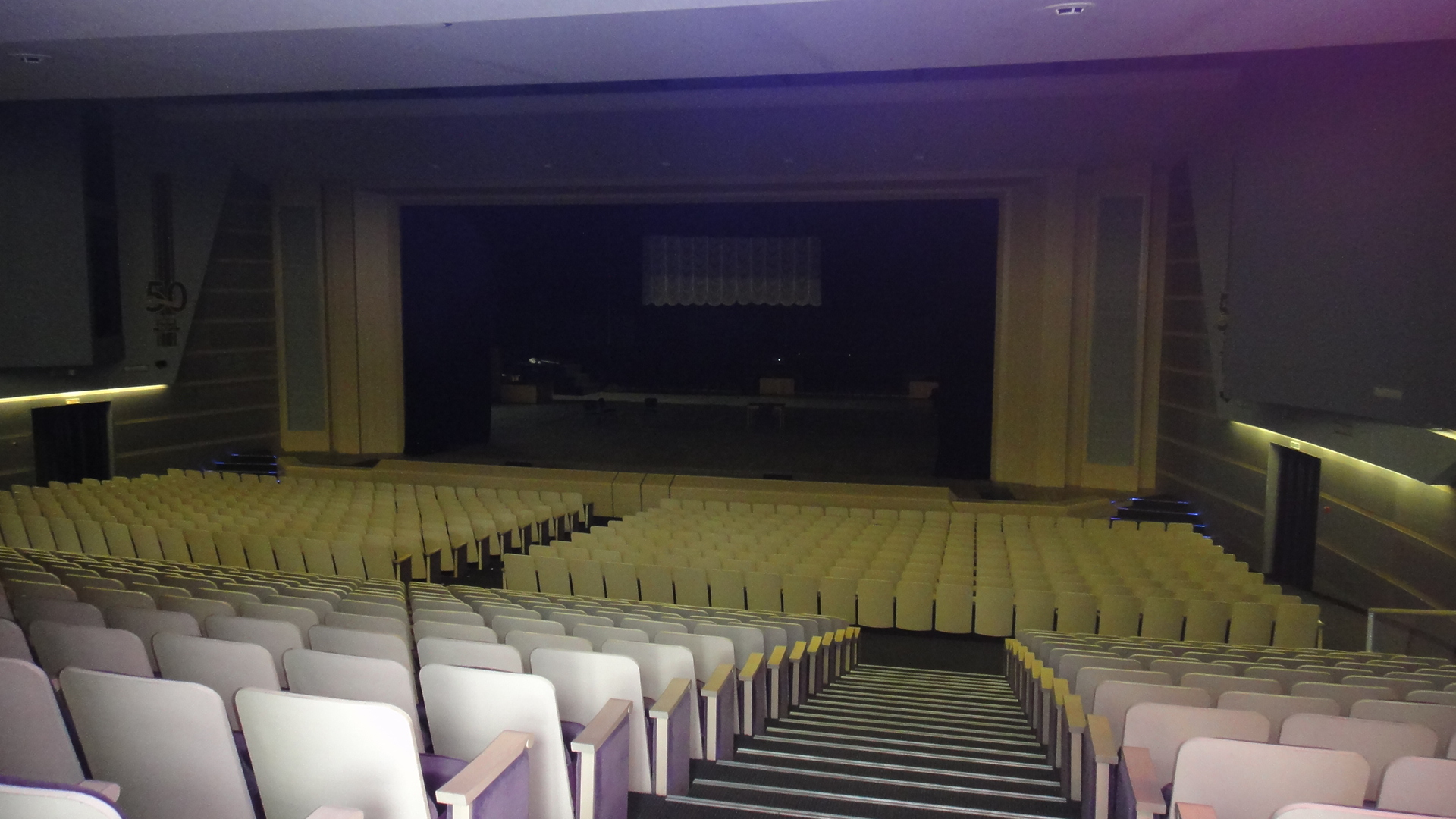
Большой зал Дома учёных

Здание размещено с отступом от красной линии проходящего перед Домом Морского проспекта и замыкает перпендикулярную ей широкую зелёную эспланаду общественного центра Академгородка. Состоит из трёх основных функциональных блоков-корпусов:
- Двухэтажный «клубный» корпус — включающий ресторан, Малый зал (конференц-зал) с фойе, клубные комнаты, зимний сад.
- «Зальный» блок-корпус — включает Большой зал (универсальный зрительный зал), репетиционный зал, обслуживающие помещения, фойе, буфет и гардероб.
- Спортивный блок-корпус — примыкает к «клубному» корпусу с парковой стороны, имеет зал размерами в плане 18×30 м.

Театральный буфет

Все три блока-корпуса планировочно и пространственно объединены между собой, имеют отдельные входы и могут функционировать самостоятельно.
Стены здания возведены из глиняного кирпича с облицовкой силикатной плиткой, мозаичными плитами, штукатуркой «под шубу». Цоколь облицован бетонными окрашенными плитами и местами оштукатурен декоративным раствором; кровля плоская, рулонная, со внутренним водостоком. «Зальный» корпус имеет сплошное остекление со стороны главного фасада.
Основные габариты: 153,5×79 м.
Через большие витражи и окна внутренние помещения Дома учёных визуально связаны с окружающим естественным ландшафтом — берёзовой и сосновой рощей, партером перед зданием, цветником во внутреннем дворе. Изменяющиеся по временам года окружающие ландшафтные виды удачно дополняют интерьеры Дома — вестибюль и фойе Большого и Малого залов, зимний сад, выставочный зал и другие помещения.

Панно Дома учёных Новосибирского Академгородка

## Устройство
Располагает Большим залом на 1000 мест и Малым залом на 200 мест, Музыкальным салоном на 50 мест, гостиными, библиотекой с фондом 30000 экз (есть книги с уникальными автографами прозаиков и поэтов, побывавших в Академгородке: например, Грэма Грина, Андрея Вознесенского, Даниила Гранина и других), спортивным залом для игровых видов спорта и балетным залом для занятий секций.

Зимний сад

Большой и Малый залы соединяет двухэтажный корпус, на первом этаже которого устроен Выставочный зал.
Часть внутреннего пространства Дома занята под Зимний сад (свыше 150 видов растений, особым украшением является большое дерево — фикус туполистный). Стену фойе Большого зала украшает деревянное резное панно с анодированными металлическими деталями на тему «Наука в Сибири» работы художника В. П. Сокол, он же автор стилизованных стульев из пней деревьев с берегов Обского моря, установленных в зимнем саду Дома. Интерьер зимнего сада отмечен Большой золотой медалью Сибирской ярмарки (2004).
Имеется ресторан с отдельным Каминным залом.
Директор — Галина Германовна Лозовая. Председатель совета — академик РАН Сергей Владимирович Алексеенко

## Секторы Дома учёных
- Культурно-массовый сектор, зав. сектором — Алина Александровна Луговская;
- Библиотечный сектор, зав. сектором — Наталия Леонидовна Трегуб;
- Сектор изобразительного искусства, зав. сектором — Ирина Викторовна Бич;
- Спортивный сектор, зав. сектором — Давид Анзорович Везиришвили.

### Клубы по интересам
- Семинар «Минимакс»
- Киноклуб «Сигма»[8]
- Английский клуб
- Испанский клуб
- Немецкий клуб
- Французский клуб
- Фотоклуб «Мудрец»
- Шахматный клуб
- Клуб цветочной аранжировки «Сакура»
- Квилт-клуб «Витраж»
- Секция «Эстетика одежды»
- Клуб «Фасон»
- Клуб садоводов «Родник»
- Клуб цветоводов «Гортензия»
- Клуб «Наш дом»
- Литературный клуб
- Клуб «Горизонты»[9]
- Клуб филателистов
- Клуб народной песни
- Клуб любителей пения
- Клуб бальных танцев «Такт»
- Клуб «Грация»

Сохраняется институт членства с предоставлением целого ряда льгот. Члены Дома Учёных могут бесплатно посещать выставки, пользоваться библиотекой, иметь приоритет при заказе билетов на концерты и спектакли и т. д. Члену Дома Учёных помогут в организации и проведении юбилея или другого важного события специалисты Дома. Предоставляется право заказать банкет в ресторане Дома на льготных условиях.

## Значение Новосибирского Дома учёных
История Дома учёных хранит немало волнующих страниц. Это и выставки художников-авангардистов, и знаменитый фестиваль бардовской песни, где впервые с большой сцены пел возмутитель застойного спокойствия Александр Галич, и ошеломляющие неординарностью концепции лекции Льва Гумилёва по этногенезу, и первые выступления блестящей университетской команды КВН, и сеансы одновременной игры на нескольких десятках досок чемпиона мира Гарри Каспарова, и гастроли лучших театров Москвы и Ленинграда, причем — не только признанных, академических, но и малоизвестных, совсем молодых и бесконечно талантливых…— Галина Лозовая

Спасибо за все хорошее! А ничего, кроме хорошего и не было! Хочется приехать ещё
 Ваш Константин Симонов— «Книга почётных гостей» Дома учёных
Дом стал олицетворением Научного учреждения, в нём снимался фильм о советских физиках «Длинная дорога в короткий день».

### Состоявшиеся мероприятия

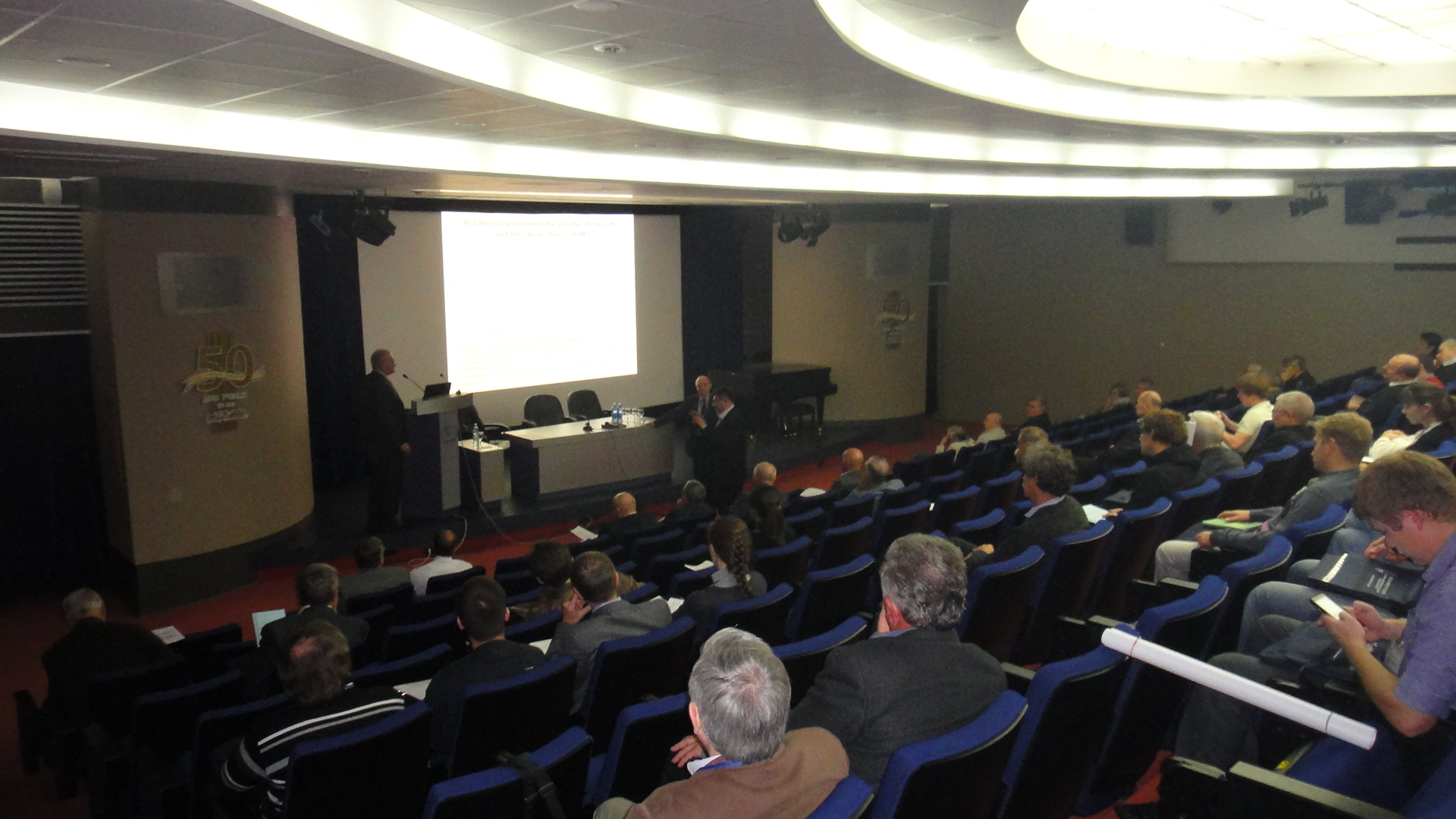
Малый зал. Сентябрь 2013 года. Всероссийская конференция «Взрыв в физическом эксперименте». На трибуне — Г. И. Канель, ведёт заседание — Л. А. Мержиевский

### Научная сфера
- Выставка прецизионных приборов ГДР (1966)[13].
- III конференция МАГАТЭ (1968)[14]
- июль 1969 года — американский космонавт Фрэнк Борман[15]
- Национальный комитет СССР по теоретической и прикладной механике провёл в Новосибирске в рамках деятельности ИЮТАМа — Международного союза теоретической и прикладной механики (IUTAM) — ряд международных специализированных научных симпозиумов по актуальным проблемам механики:

теоретико-групповые методы в механике (1978);
ламинарно-турбулентный переход (1984);
нелинейная акустика (1987);
отрывные течения и струи (1990).
- Пятый Всероссийский съезд сердечно-сосудистых хирургов (23-26 ноября 1999 года)
- Международный фестиваль-конкурс аранжировщиков «Сибирь цветущая» (недоступная ссылка), 1999 год.
- визит нобелевского лауреата Л. Полинга[16]
- Первый Сибирский философский семинар «Интеллектуальные ценности в современной России: Философия. Наука. Инновации».[17]

### Деятели культуры
Фортепианный дуэт Марк Тайманов — Любовь Брук, январь 1968 года

Визит делегации киностудии «Ленфильм», И. Смоктуновский, И. Дмитриев, И. Куберская, Л. Квинихидзе, В. Мельников. май 1971

Встреча с Ф. Искандером, 21 мая 1971 года(Запись в книге почётных гостей датируется 17 мая 1971 г.)

Встреча с Е. З. Воробьёвым, 21 июня 1971 года.

Встреча с К. М. Симоновым, 3 декабря 1971 года,

Гастроли Ленинградского ТЮЗа, Г. Тараторкин, А. Шуранова, Т. Бедова и др.,1972 год

Концерт ансамбля «Дружба», Э. Пьеха, август 1972 года

Представление фильмов К. Занусси, февраль 1975 года

Лекция Л. Гумилёва, декабря 1976 года

Дни советской литературы. Делегация писателей, В. М. Кожевников и др., 19 июля 1977

Выездное заседание правления Союза писателей РСФСР, 22 мая 1978 года,

Вечер старинного романса. Г. Карева, 12 января 1979 года.

Концерты ВИА «Оризонт», 2-3 июня 1979 года

Встреча с Андреем Вознесенским, 28 июля 1992 года 

Встреча с А. И. Солженицыным, 28 июня 1994 года

Встреча с Е.Евтушенко, 6 сентября 1994 года

Концерт В. Долиной, 19 ноября 1994 года

Концерт Александра Градского, 29 мая 2007 года

### Политики и государственные деятели
Визит Шарля де Голля, 24 июня 1966 года

Визит Т. Живкова, 24 июля 1967 года

Визит И. Броз Тито, 6 апреля 1968 года

Визит Ж. Помпиду, октября 1970 года,

Визит У. Пальме, 09 апреля 1976 года

Визит Хосе Портильо, май 1978 года

Визит Раджива Ганди, 26 декабря 1983 года

Визит Рауля Кастро, 30 января 1978 года

Встреча с первым вице-премьером РФ А. Б. Чубайсом, 1 декабря 1994 года

Визит А. Лукашенко, 24 февраля 1998 года

Визит Х. Клинтон, 1998 год

Визит Цзяня Цзе-миня, 24 ноября 1998 года 

Встреча с Г. Н. Селезнёвым, 17 апреля 1999 года

Встреча с Е. М. Примаковым, 8 декабря 1999 года 

### Выдающиеся спортсмены
Сеанс одновременной игры на 29 досках Бориса Спасского (+16=13-0) 26 декабря 1969 года.

### Выставочный зал

Выставочный зал Дома учёных

Выставка Н. Д. Грицюка (первая выставка в зале),1966

Выставка Р. Р. Фалька, 1966

Выставка Д. П. Гриневича, 1967

Выставка Эль Лисицкого, 1967

Выставка П. Н. Филонова, 1967

Выставка М. М. Шемякина, 1967, 1998

Выставка В. Гранкина, 1971

Выставка А. П. Остроумовой-Лебедевой, январь 1973

Выставка древнерусской живописи из собрания Музея им. А. Рублёва, А. Салтыков, май 1973 года

Выставка Н. К. Рериха, 1973

Выставка Б. А. Смирнова-Русецкого, 1975

Выставка З. Серебряковой

Выставка Нико Пиросманишвили, 1984

Выставка М. Г. Казаковцева, 2000

Выставка Юлии Бернуховой «Сибирь уходящая», 2006

Выставка Н. А. Чепокова (Таракая), 2009

Выставка Юлии Бернуховой «Воспоминания», 2014

### Интересные факты

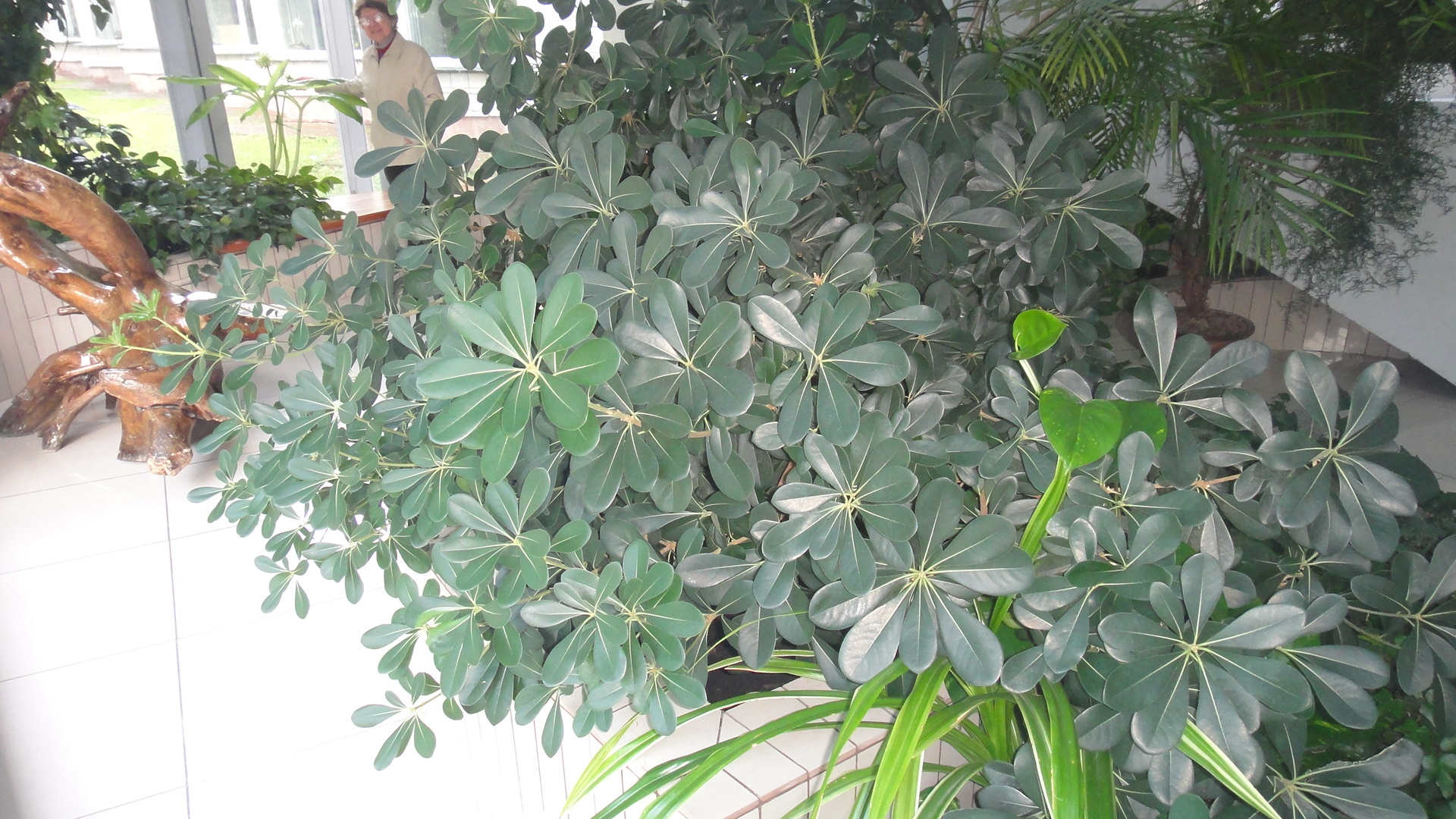
Питоспорум. С него начинался зимний сад Дома учёных. Фойе Большого зала Дома учёных

- Приехавший принимать построенный Дом учёных М. А. Лаврентьев отказался подписать акт приемки, объяснив: «По проекту здесь должен быть зимний сад, а его нет». Строители возразили: «Михаил Алексеевич, так вот же в полу углубления для деревьев!» «Углубления вижу, деревьев не вижу» — ответил Лаврентьев и уехал.

Срочно из Ботанического сада СО АН СССР на бортовой машине привезли куст питоспорума в бочке и водрузили в одно из углублений. «Теперь вижу», — сказал Лаврентьев и подписал акт приёмки.

В Доме учёных находится картина Н. К. Рериха «Победа» (1942). В телеграмме из Индии 19 июня 1975 года сын художника С. Н. Рерих писал: «С большим удовольствием приношу в дар Сибирскому отделению Академии наук картину Николая Константиновича „Победа“. В этой картине сочетались его непоколебимая вера в Родину и прогноз великого будущего. Прошу передать мой самый сердечный привет коллективу Академии. Святослав Рерих».

## Ресторан Дома учёных

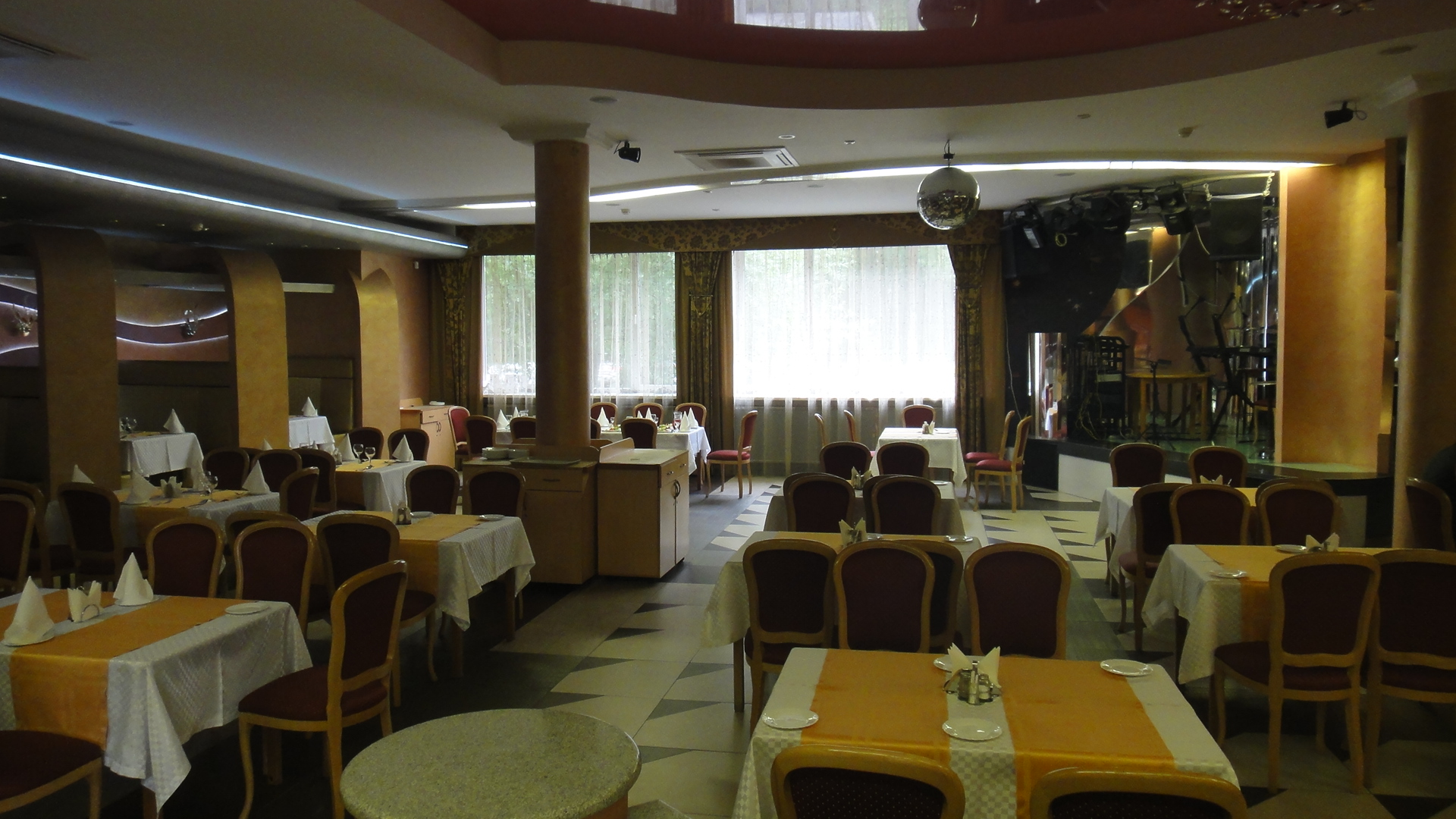
Ресторан Дома учёных

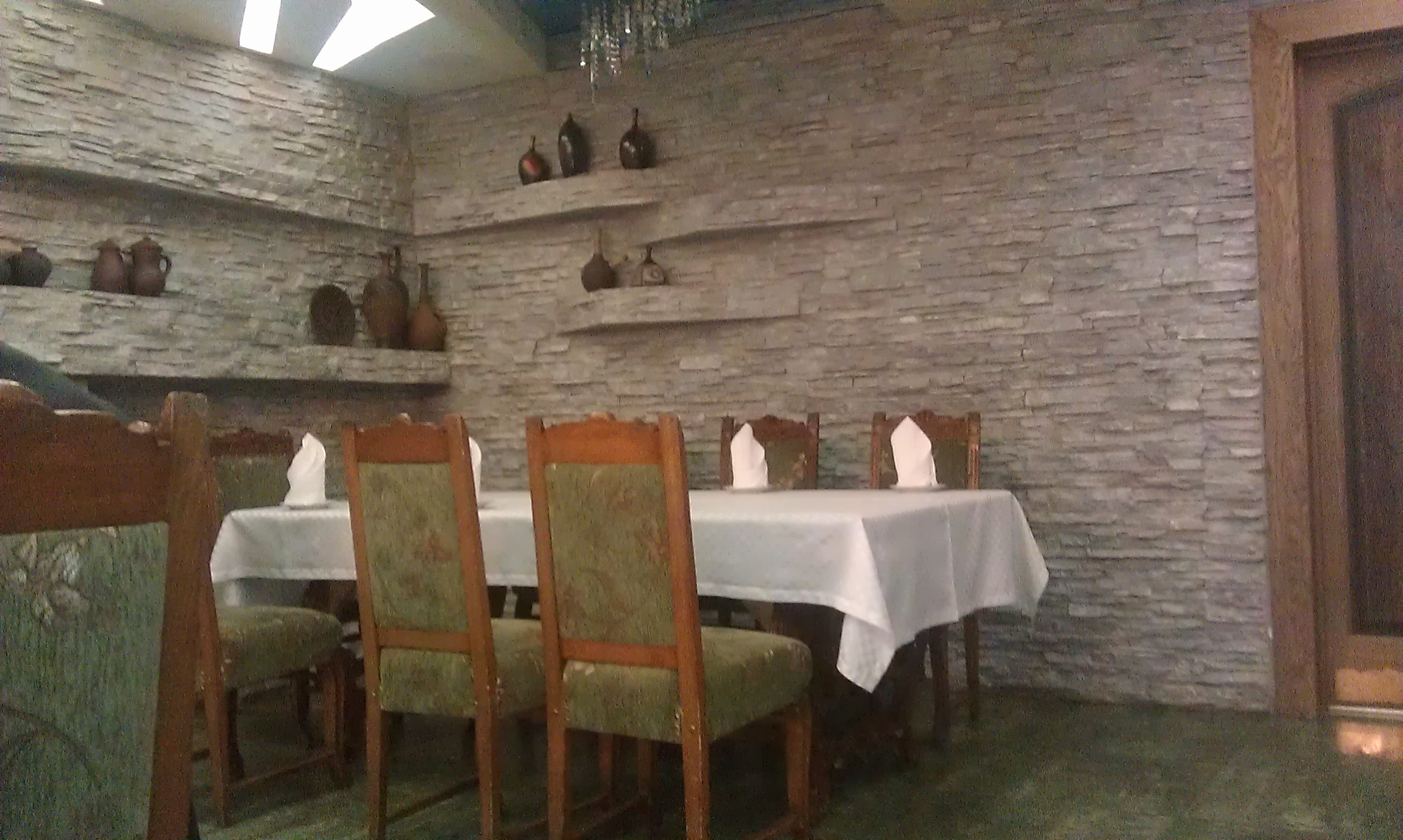
Каминный зал

В советские времена ресторан Дома учёных официально считался не рестораном, а столовой третьей категории, и цены на блюда были сравнительно невысокими.
Существовала практика «тематических дней»: день рыбных блюд, день сибирских пельменей, дни национальной кухни — в эти дни интерьеры украшались с учётом национальных мотивов, работники одевались в национальные костюмы.

### Высокопоставленные гости
11 августа 2001 года в ресторане Дома Учёных состоялся обед, главным гостем которого был Ким Чен Ир.